# Mohammad Beheshti
Mohammad Hosseini Beheshti, farsi: سیّد محمد حسینی بهشتی (Esfahan, 24 agosto 1929 – Teheran, 28 giugno 1981), è stato uno scrittore, politico e giurista iraniano, fondatore del Partito Islamico Repubblicano; fu assassinato nel 1981 con altri 70 membri del partito da lui fondato.

## Biografia
Nacque il 24 ottobre del 1928 a Isfahan e studiò all'Università di Teheran.
Tra il 1965 e il 1970 lavorò nel centro islamico di Amburgo dove conobbe Mohammad Khatami. Nel 1960 cominciò ad opporsi alla monarchia dello Shah Mohammad Reza Pahlavi e venne arrestato dalla SAVAK la polizia segreta dello Shah.
Dopo la Rivoluzione Iraniana fondò il Partito Islamico Repubblicano a cui aderirono Ruhollah Khomeini, Ali Akbar Hashemi Rafsanjani e Ali Khamenei.
Venne ucciso in un attacco terroristico nel 1981 quando, durante un congresso del nuovo partito iraniano, esplose una bomba. I sospetti ricaddero sui Mojahedin del Popolo Iraniano.